# High Score Magazine
High Score Magazine var en svensk datorspelstidning som gavs ut under åren 1993-1996 av Bröderna Lindströms förlags AB, och efter hand utvecklades till en herrtidning. Med tidningen följde en diskett eller CD-ROM.